# Cayo Lelio (cónsul 190 a. C.)
Cayo o Gayo Lelio  fue un político y militar de la República romana. Gran amigo de Escipión el Africano, lo acompañó en sus campañas en Hispania (210-206 a. C.). Su mando de la flota romana en el ataque a Carthago Nova y de la caballería romano-númida en la batalla de Zama contribuyeron a las victorias de Escipión.

## Orígenes
Los orígenes de Lelio y su familia son prácticamente desconocidos. Según algunos historiadores romanos, incluyendo Polibio, Lelio era amigo de Escipión desde su niñez, por lo que cabría datar su nacimiento alrededor del 235 a. C., como el mismo Escipión. Tito Livio añade Lelio no procedía de una familia rica, ya que en 190 a. C., (el año de su consulado), pidió que se le concediera el mando de la campaña contra Antíoco III el Grande, con el fin de restaurar el patrimonio familiar.
Polibio advierte que Lelio y Escipión fueron compañeros en el ejército, ya que Lelio fue al parecer uno de los testigos del rescate del padre de Escipión, Publio Cornelio Escipión, en la batalla del Tesino a finales de 218 a. C.
Lelio acompañó a Escipión en varias expediciones entre los años 210 y 201 a. C., pero no recibió ningún nombramiento senatorial oficial hasta aproximadamente 202 a. C., año en el que fue elegido cuestor. La falta de reconocimiento de Lelio podía estar debida a la baja clase social de su familia o simplemente a la falta de riqueza e influencia política.

## Hispania (210-206a.C)

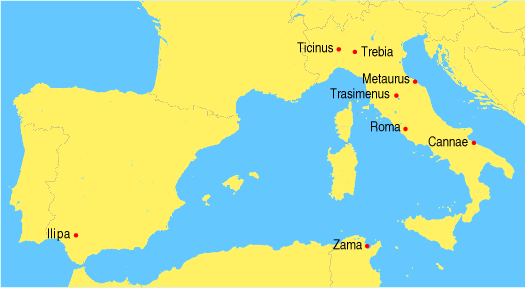
Mapa de las campañas de Escipión

Durante su campaña en Hispania (210-206 a. C.), Lelio se convirtió en el segundo al mando de Escipión y el único al que éste confiaba sus planes para tomar la península ibérica. Lideró una fuerza de treinta barcos durante el asalto a Carthago Nova (Cartagena) en 209 a. C. y, por sus servicios, recibió de Escipión una corona de oro y treinta bueyes.
Tras la toma de esta posición, Escipión delegó en Lelio la custodia de algunos de los rehenes más importantes y los envió a Roma para que transmitiera al Senado la noticia de la victoria. Llegó allí a principios de 209 a. C., y después de informar al Senado y al pueblo de la caída de Cartago Nova, y entregar a sus prisioneros —entre los que se encontraban Magón, el gobernador de la ciudad, quince miembros del Gran Consejo de Cartago y dos miembros del consejo de ancianos— se reincorporó a las tropas romanas que invernaban en Tarraco (208 a. C.).
Según Polibio, Lelio comandó el ala derecha del ejército romano en la batalla de Baecula (Santo Tomé), en 208 a. C., donde Escipión infligió una sonora derrota a Asdrúbal Barca, obligándole a retirarse al Norte de Italia. Escipión se pasó los dos años siguientes (208-206 a. C.) combatiendo a Magón Barca, hasta que este se vio forzado a retirarse en 206 a. C.
Otras acciones en donde Lelio es mencionado ocurren en 206 a. C. cuando Illiturgi, ubicada en la orilla derecha del Betis, fue tomada; cuando un destacamento de la flota romana, bajo sus órdenes, derrotó al almirante púnico Adherbal, y cuando comandó la caballería, en la batalla en donde fue derrotado Indíbil.
Dos veces visitó la corte de Sifax, rey de los númidas masesilos, y el más poderoso de los príncipes de África, cuya alianza tenía igual importancia tanto para Cartago, como para Roma. La primera vez fue como enviado por Escipión el Africano, la siguiente vez como su compañero, y, muchos años después, le contó a su amigo común, el historiador Polibio, los pormenores de esa embajada.
Los romanos tuvieron también que hacer frente a motines entre los soldados e insurrecciones entre las tribus locales durante 207 a. C., año en el que Escipión cayó enfermo. No está claro el papel de Lelio durante las revueltas, si trató de sofocarlas o estaba ausente, se desconoce. Tito Livio nombra únicamente a Silano y Lucio Cornelio Escipión Asiático como los comandantes que sofocaron estas revueltas. Tampoco se conoce el papel de Lelio durante la decisiva batalla de Ilipa.

## África (204-202a.C.)

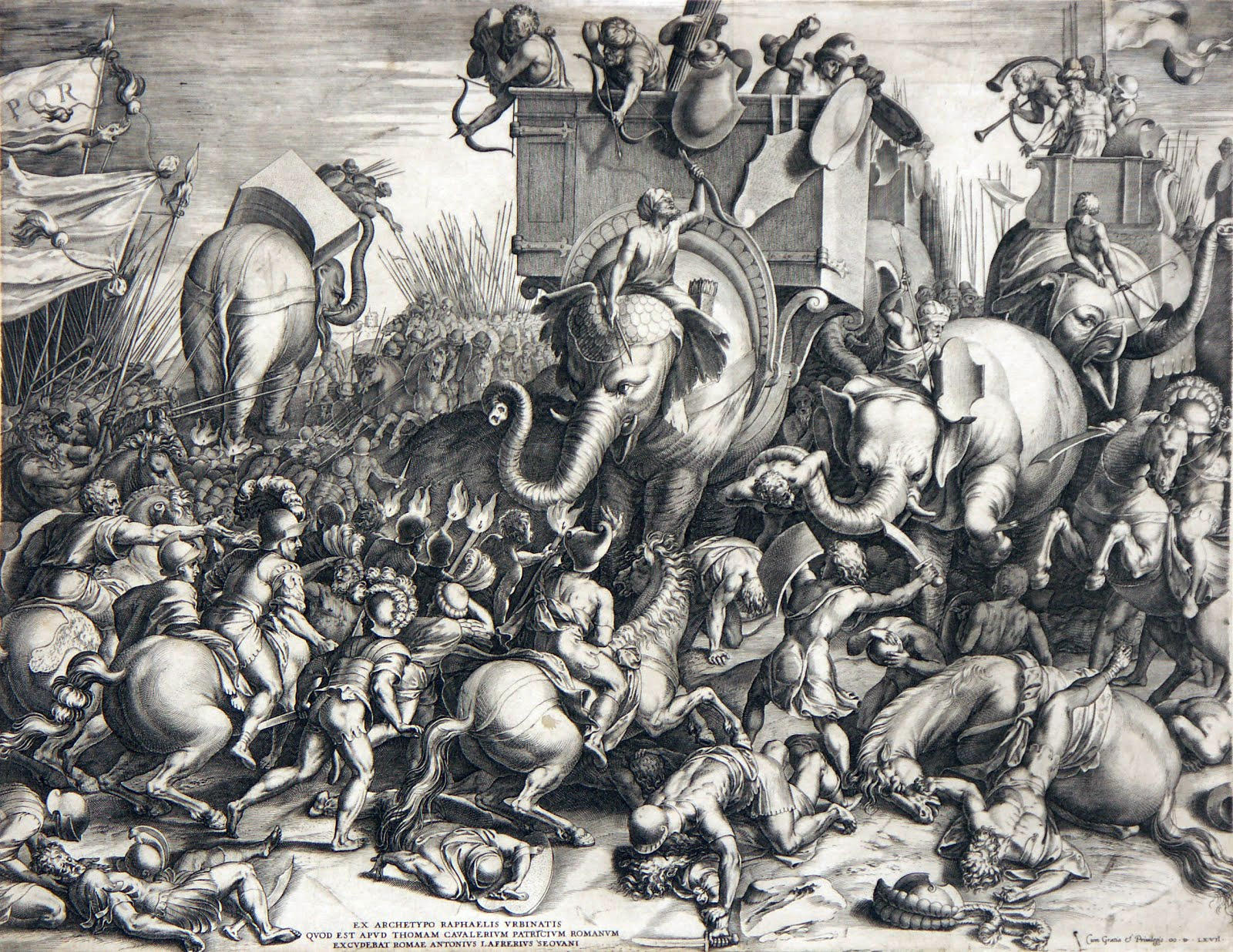
Batalla de Zama

Después de que los cartagineses hubieron evacuado Hispania, Lelio regresó con Escipión a Roma, y estuvo presente en los comicios consulares, en el otoño de 206 a. C., en donde su amigo fue elegido cónsul.
Durante el consulado de Escipión (205 a. C.), este designó a Lelio como su ayudante en la provincia de Sicilia. Desde su base isleña, Lelio comandó una expedición contra Cartago mientras Escipión reunía tropas y suministros para una invasión a escala completa. El objetivo de la invasión era aliarse con el príncipe bereber Sifax y el príncipe númida Masinisa. A pesar de que los dos parecían dispuestos a aliarse con Escipión, Sifax cambió de parecer cuando Asdrúbal Giscón le ofreció la mano de su hija Sofonisba. Masinisa en cambio sí aceptó unirse a Escipión.
En 204 a. C., Escipión estaba preparado para invadir Norte de África. Lelio, con veinte galeras de guerra, escoltó la izquierda de la flota de transporte de tropas desde el puerto de Lilibeo hasta el promontorio cercano a la ciudad de Útica, donde finalmente desembarcaron en suelo africano.
A él y a Masinisa se les encomendó quemar los campamentos púnicos y de los númidas, por medio de un ataque nocturno.
En 203 a. C., Lelio participó en la batalla de los Grandes Campos y derrotó finalmente al príncipe Sifax, al que capturó vivo tras la toma de la ciudad de Cirta. Por estos servicios Lelio recibió por segunda vez una corona de oro.
Por segunda vez también fue el ujier de la victoria y el encargado de llevar a ilustres cautivos —Sifax junto con su hijo Vermina y otros notables masesilos— ante el senado y el pueblo de Roma. Permaneció en Italia hasta que los últimos emisarios cartagineses recibieron la respuesta final a su solicitud de paz, y se reunió con Escipión en África en los últimos meses de 203 a. C.
En el año 202 a. C. se libró la batalla de Zama, en la que Lelio prestó un servicio considerable a la victoria de Escipión. El cuerpo de caballería liderado por Lelio atacó a las fuerzas cartaginesas por la retaguardia causándoles grandes bajas. Entró finalmente en el Senado tras ser elegido cuestor gracias en gran medida a la reputación que se había ganado a la sombra de Escipión.

## Carrera política
En 197 a. C. Lelio fue elegido edil curul plebeyo y en 196 a. C. fue elegido pretor. Al año siguiente fue nombrado propretor y se le otorgó el gobierno de Sicilia. La elección de Lelio para estos cargos se debió a la influencia de su antiguo comandante. Sin embargo, esta influencia no sirvió para que Lelio fuera elegido para el consulado en 192 a. C. Lelio fue finalmente elegido cónsul en 190 a. C., junto al hermano menor de Escipión, Lucio Cornelio Escipión Asiático. Intentó sin éxito que el Senado le nombrara para combatir al rey Antíoco el Grande, sin embargo, la Cámara finalmente se decantó por Escipión Asiático.
Lelio por su parte fue nombrado procónsul de la Galia Cisalpina y durante su estancia en el cargo se dedicó a organizar el territorio de los antiguos boios. Piacenza y Cremona fueron repobladas durante su gobierno.

## Final
Lelio tuvo un hijo con su esposa, cuya identidad se desconoce. Este hijo, llamado Cayo Lelio Sapiens, fue elegido cónsul en 140 a. C.
Lelio, junto a otros dos consulares fue enviado como miembro de una delegación para negociar con el rey de reino de Macedonia, Perseo de Macedonia (174-173 a. C.). En 170 a. C., fue enviado por el Senado para investigar ciertos cargos presentados contra Cayo Casio Longino, cónsul del año 171 a. C., por algunas de las tribus galas de los Grisones.
En el año 160 a. C. proporcionó mucha información de primera mano al historiador Polibio. La muerte de Lelio debió suceder durante esta época, aunque se desconoce el año de su muerte.